# کیمبرلی میسون
کیمبرلی مِیسون (به انگلیسی: Kimberly Mason) ژیمناست زادهٔ ۱۹ سپتامبر ۱۹۸۹ میلادی اهل کشور استرالیا است.